# دسپینا وندی
دسپینا مالِئا (به یونانی: Δέσποινα Βανδή) (زاده: ۲۲ ژوئیه ۱۹۶۹) مشهور به دسپینا وندی خواننده یونانی است.

## فعالیت هنری
دسپینا وندی در ابتدای دهه ۱۹۹۰ به آتن رفت و با شرکت مینوس امی قرارداد بست.
در سال ۱۹۹۴ آلبوم "به من لبخند بزن" (gela mou) را منتشر کرد. آلبوم بعدی وی در سال ۱۹۹۶ منتشر شد "منتظرت می مونم"(Esena Perimeno) نام داشت. حدود سی هزار کپی از این آلبوم فروخته شد.
در سال ۱۹۹۷ آلبوم "ده فرمان" (deka endtoles) را روانه بازارهای موسیقی کرد که هیاهویی در بین جوانان یونانی و قبرسی به پا کرد و فقط در یونان صد هزار سی دی از این آلبوم خریداری شد.
همچنین در ۱۹۹۸ میلادی در یک سریال تلویزیونی بازی کرد. در ۱۹۹۹ آلبوم "پیشگویی ها" (Profities) منتشر ساخت.
وندی در ۲۰۰۰ تک آهنگ "من رنج می‌کشم"(Ipofero) را خواند و این آهنگ تبدیل به موفق‌ترین آهنگ یونانی تمام تاریخ بدل گشت. فروش آن به بیش از صد و پنجاه هزار نسخه در تمام جهان رسید و باعث شد که بسیاری به موسیقی یونانی روی بیاورند.
او آلبومی را در ۲۰۰۱ به نام"سلام" (gia) ساخت و جایزه موسیقی ملل را از آن خود کرد.
وندی در کشورهای مختلف از جمله یونان، ترکیه، لبنان، اسرائیل، آمریکا، کانادا، انگلستان، فرانسه، آلمان، رومانی، برزیل، اسپانیا و… اقدام به برگزاری کنسرت کرده‌است و از تاثیرگذارترین خوانندگان زن یونانی است.
او همچنان به ساخت آهنگ مشغول است.

## زندگی شخصی
دسپینا وندی در ۲۲ ژوئیه ۱۹۶۹ در اشتوتگارت آلمان متولد شد. او هرگز آلمانی را برخلاف بقیه خانواده‌اش یادنگرفت. او یک خواهر و یک برادر بزرگتر دارد. او در ۶ سالگی به همراه خانواده اش به یونان برگشت.
او در رشته فیزیولوژی تحصیل کرده‌است.
او در سال ۲۰۰۸ یک تصادف رانندگی داشت که مقصر راننده‌اش بود. در این تصادف سرش مجروح شد.
وندی در سال ۲۰۰۳ با دمیس نیکولایدیس بازیکن فوتبال یونان ازدواج کرد. دخترش ملینا در سال ۲۰۰۴ و پسرش جورجس در سال ۲۰۰۷ به دنیا آمدند.

## ترانه‌شناسی

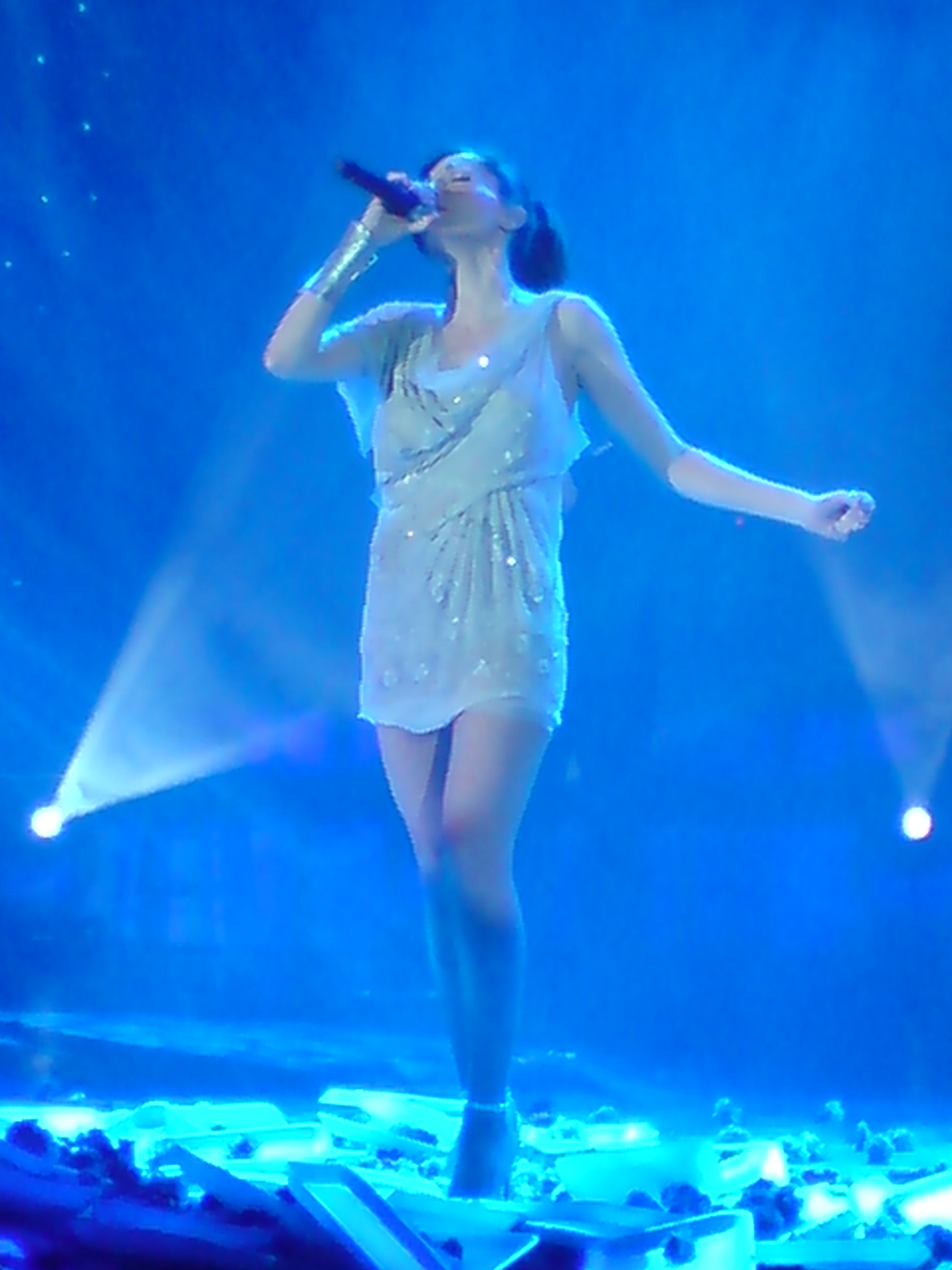
وندی در حال اجرای زنده در سالونیک، سال ۲۰۰۷

| سال   | نام آلبوم          | نام آلبوم به یونانی      |
| ----- | ------------------ | ------------------------ |
| ۱۹۹۴  | برای من لبخند بزن  | Γέλα Μου                 |
| ۱۹۹۶  | منتظرت می مونم     | Εσένα Περιμένω           |
| ۱۹۹۷  | ده فرمان           | Δέκα Εντολές             |
| ۱۹۹۹  | پیشگویی‌ها          | Προφητείες               |
| ۲۰۰۱  | سلام               | Γεια                     |
| ۲۰۰۴  | در باغ بهشت        | Στην Αυλή του Παράδεισου |
| ۲۰۰۷  | ده سال با هم       | ۱۰ Χρόνια Μαζί           |
| ۲۰۱۰  | این زندگیه         | C'est la Vie             |
| ۲۰۱۲  | من عوض کردم        | Άλλαξα                   |
| ۲۰۱۱۴ | تو جلوی منو نگرفتی | Δε με σταμάτησες         |
| ۲۰۱۶  | این فرق ماست       | Αυτή Είναι Η Διαφορά Μας |
| ۲۰۱۹  | سینمای من          | το δικό μου σινεμά       |

## فهرست کارهایکاورشده دسپینا وندی درموسیقی ایرانی
- آهنگ "دلمو بردی" محسن یگانه از آهنگ "''Ola Odigoun Se Esena"'' کاور شده‌است.
- آهنگ "چشمای خیس من" محسن یگانه از آهنگ "''Lathos Anthropos"'' کاور شده شده‌است.
- آهنگ "چشماتو بستم" علی لهراسبی از آهنگ "''Tha Thela"'' کاور شده‌است.
- آهنگ "سزامه" علی لهراسبی از آهنگ ''"Gela Mou"'' کاور شده‌است.
- آهنگ "تو نزدیکی" از بهنام صفوی، علی اصحابی و فرزاد فرزین از آهنگ ''"Na Ti Herese"'' کاور شده‌است.
- آهنگ "بی تو می‌میرم" حامد مالک لو از آهنگ ''"Anaveis Foties"'' کاور شده‌است.
- آهنگ "شادی حرومه از رضا راد از آهنگ ''"Thelo Na Se Do"'' کاور شده‌است.
- آهنگ "برو" از شهره از آهنگ ''"Geia"'' کاور شده‌است.

## نگارخانه

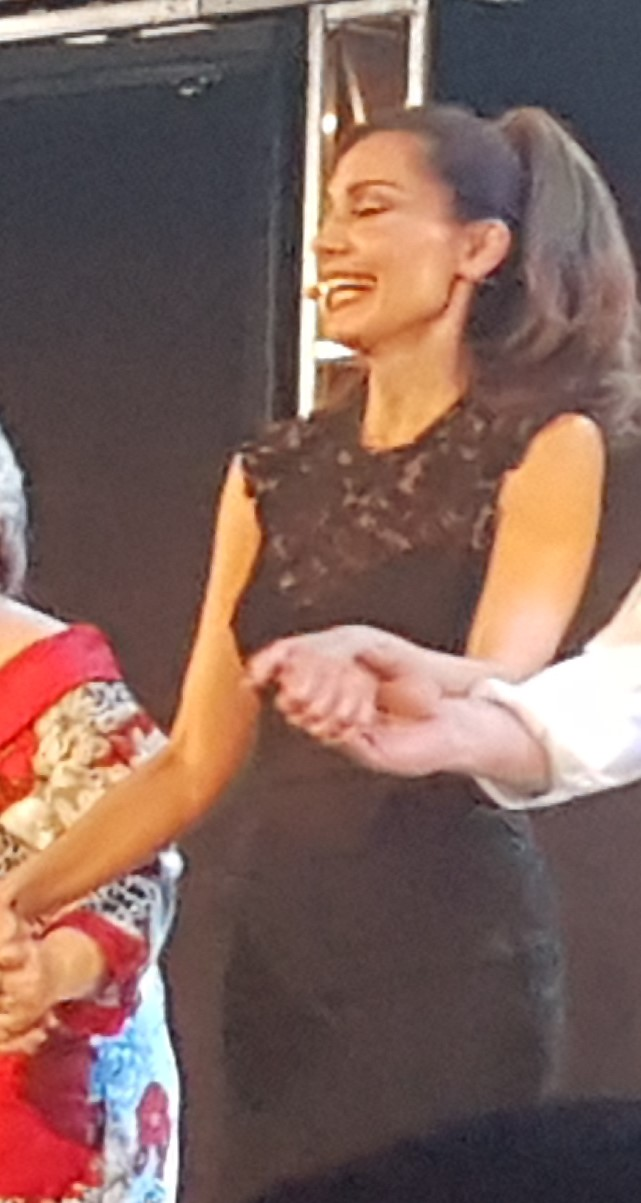
وندی در مراسم جایزه موسیقی ملل